# Eva Bartlett
Eva Bartlett est une blogueuse canadienne, qui s'intéresse au Moyen-Orient, particulièrement à la Palestine et à la Syrie. À partir de 2008, elle effectue plusieurs séjours en Palestine, y compris dans la bande de Gaza et commence un blog. À partir de 2014, Eva Bartlett écrit également sur la Syrie, sujet sur lequel ses écrits complotistes sont controversés, notamment pour son soutien au régime syrien, ainsi que pour la diffusion de propagande de guerre, de fausses informations et théories complotistes,. Elle s'installe en Russie en 2019. En 2022, elle participe également à la diffusion de propagande pro-Kremlin et de désinformation à propos de l'invasion de l'Ukraine par la Russie.

## Médiatisation et controverses

### Débuts et écrits sur la Palestine
Eva Bartlett commence son blog à Gaza, écrivant au sujet de la situation difficile des Palestiniens soumis aux règles israéliennes,. Selon La Presse, elle « fait ses premières armes en journalisme en couvrant la bande de Gaza pendant trois ans. Elle tenait alors un blogue au ton militant, InGaza, aujourd'hui transformé en site pro-régime syrien ». Elle prend ensuite la défense du régime syrien, et en 2016, selon Arrêt sur images, son blog InGaza « évoque désormais quasi-uniquement la Syrie, où la journaliste s’est rendue à plusieurs reprises ». Selon HuffPost, Eva Bartlett soutient Assad « en dépit du fait » que son régime réprime « brutalement les réfugiés palestiniens en Syrie » et en tue « bien plus que ce qui a été tué par Israël depuis 2011, des milliers d'autres croupissant dans les prisons syriennes ».

### Proximité avec le régime syrien
Eva Bartlett est notamment publiée dans des médias financés par le gouvernement russe, qui la présentent comme une journaliste indépendante. Elle soutient ouvertement le gouvernement de Bachar el-Assad,. D'après Arrêt sur images, elle résume sur son blog son point du vue sur le conflit « dans un visuel en haut du site » où elle écrit : « Je soutiens la Syrie contre une guerre « civile » financée, armée et planifiée par les pouvoirs occidentaux et leurs alliés régionaux dans le but d'annihiler toute résistance à l'impérialisme au Moyen-Orient ». Selon France 24, elle y partage des théories conspirationnistes au sujet des casques blancs.
Selon le journaliste Oz Katerji, le fait que le représentant du régime de Bachar el-Assad à l'ONU, Bachar Jaafari déclare dans une interview son « amour » pour Eva Bartlett et Vanessa Beeley est une preuve supplémentaire de sa proximité avec le régime syrien.  
Eva Bartlett a été invitée par le régime de Bachar el-Assad à assister à une conférence de relations publiques parrainée par le régime ainsi qu'à une visite des zones contrôlées par le régime, et selon le journaliste Idress Ahmad « sans aucun doute sous la surveillance d'observateurs omniprésents (le régime ne délivre des visas qu'à des journalistes de confiance, et aucun visiteur n'est autorisé à se déplacer sans un garde du régime) ».  
Eva Bartlett affirme que les élections de 2014, dénoncées par la communauté internationale, montrent un « soutien écrasant » pour le président Bachar el-Assad. Snopes précise que ce scrutin ne concernait que les territoires sous contrôle gouvernemental, et Libération note qu'il a également été qualifié de « non-élection » par Washington et de « farce » par la diplomatie française.
Selon Arrêt sur images, Eva Bartlett rapporte des déclarations de politiciens syriens « sans contrepoint », et relaie même les narrations de Bachar al-Assad, affirmant notamment que ce dernier aurait proposé une « solution politique » au conflit, avec la création d’un ministère de la Réconciliation amnistiant les rebelles qui rendraient les armes. Elle affirme qu'il n'y a pas de révolution et que la situation profite aux États qui veulent voir la Syrie détruite. Pour elle, Israël ne veut pas d'un État syrien fort, et la guerre en Syrie est liée à la volonté de « briser l’axe de résistance Syrie, Hezbollah, Iran ». Elle ne fait pas la différence entre les groupes rebelles, qualifiant de « terroristes » aussi bien le Front al-Nosra islamiste que l’Armée syrienne libre laïque ou modérée.

### Vidéo au siège de l'ONU
Eva Bartlett est notamment connue du grand public pour une vidéo qui a été vue plusieurs millions de fois en quelques jours, lors de sa mise en ligne par « RT » en décembre 2016. En juin 2022, elle totalise 4,5 millions de vues sur Facebook. Cette vidéo contredit les médias traditionnels sur la Syrie et a pour cadre le siège de l'ONU. Mais la véracité des propos tenus par Eva Bartlett dans cette vidéo a été démentie par de nombreux journalistes et ONG. L'enregistrement de la vidéo a eu lieu dans le cadre d'une conférence de presse organisée par la Mission permanente de la République syrienne auprès de l’ONU, et il s'agit donc d'une initiative du gouvernement de Bachar el-Assad. Libération, Les Inrocks et de nombreux médias mettent en doute l'indépendance et la neutralité d'Eva Bartlett, qui s'affiche ostensiblement en soutien à Bachar el-Assad et publie sur des sites conspirationnistes,,,,. Elle est aussi qualifiée d'« ambassadrice de la parole du Kremlin » par 20 minutes.  
Selon Ingrid Riocreux, les médias occidentaux ne se sont pas interrogés sur le succès de la vidéo d'Eva Bartlett. Ingrid Riocreux estime que ce succès « témoigne évidemment  de l'impression que nous avons tous d'être pris pour des idiots », le discours médiatique occidental sur la Syrie étant selon elle aussi manichéen que celui des médias financés par la Russie. Elle affirme cependant que les critiques émises par Libération permettent de « recevoir cette vidéo avec un œil plus critique que ne l'ont fait la plupart de ceux qui ont contribué à sa diffusion enthousiaste sur les réseaux sociaux ».  

#### Contenu: affirmations d'Eva Bartlett
Ce qu'elle affirme dans cette vidéo a depuis été plusieurs fois démenti, déconstruit,. Elle y affirme notamment que l'hôpital Al Quds n'aurait pas subi d'attaque et que cette affirmation ne serait que le fruit de la propagande rebelle, alors même que cette attaque, qui a fait 55 morts, a été filmée par la vidéosurveillance et rapportée par les médecins sur place ainsi que par Médecins sans frontières,. 
Elle affirme également dans cette vidéo que les Casques blancs auraient utilisé la même enfant dans des reportages sur des lieux différents. Or les « fact-checkers » ont vérifié les images et vidéos, et ont prouvé que ces affirmations étaient fausses, que les enfants victimes de bombardement et sauvés par les Casques blancs étaient en réalité différents enfants.
Malgré le « fact-checking », selon Qantara, les « mensonges qu'elle contient sont toujours présents sur les réseaux sociaux », où des utilisateurs se réfèrent aux déclarations d'Eva Bartlett, pour affirmer que les reportages contradictoires, qu'ils émanent de CNN, Der Spiegel ou Al Jazeera répandraient tous des « fausses nouvelles », car seuls Bachar el-Assad et RT pourraient avoir raison, selon ses défenseurs.
Dans la vidéo, Eva Bartlett dénonce l'absence de sources fiables dans la zone d'Alep tenue par les rebelles, émettant notamment des doutes sur la crédibilité des Casques blancs et de l'Observatoire Syrien des Droits de l'Homme relayés par les médias occidentaux,. Selon Arrêt sur images, les deux instances incriminées par Bartlett sont « effectivement controversées », mais les journalistes utilisent aussi d'autres sources, par exemple le journaliste-citoyen Karam al-Masri, récompensé par un prix pour son travail de journaliste reporter d'images, et qui a travaillé « au jour le jour dans la partie rebelle » d'Alep. L'Obs qualifie Eva Bartlett de « grande pourfendeuse du « droit-de-l'hommisme » » et estime qu'elle veut laisser croire qu'aucune information du terrain n'est fiable, afin de mieux y substituer les siennes. Le Monde affirme que « le montage habile et le sérieux conféré par le logo de l’ONU en toile de fond du colloque auquel elle participe donnent à cette adepte de la théorie du complot et militante anti-israélienne un air d’autorité ». D'après Les Inrocks, « l'internaute a vite fait de tomber dans le piège », alors que cette vidéo illustre « le confusionnisme qui peut parfois régner sur une question aussi saturée d'idéologie que la guerre en Syrie ». Les Inrocks estiment que la demande d'information du public sur le sujet est en augmentation, et Rudy Reichstadt affirme que « l’audience de cette vidéo trahit la défiance à l’égard des médias classiques ».

### Corée du Nord
En 2017, Eva Bartlett participe à un voyage organisé et payé par le régime nord-coréen, en compagnie d'un universitaire australien, qui défend également le régime d'Assad. Elle écrit ensuite que la couverture médiatique occidentale du pays vise à « recueillir le soutien pour un nouveau massacre d'innocents dirigé par les États-Unis » - en dépit des milliers de témoignages de personnes évadées du régime brutal,.

## Campagnes de propagande

### Guerre civile syrienne
Ses reportages et interviews sont souvent qualifiés de propagande pro-Assad,, par les médias traditionnels, et plusieurs d'entre eux se sont attachés à démontrer en quoi ses publications constituaient de la désinformation, de la propagande, du conspirationnisme ou encore des mensonges,,,,,,,,,.  
Der Spiegel positionne l'action d'Eva Bartlett parmi un ensemble de campagnes d'« influence » de la part de la Russie, que le journal qualifie de campagnes « perfides contre la vérité », et de « désinformation ». The Guardian cite Eva Bartlett dans un article consacré à une campagne de désinformation visant à discréditer les casques blancs. Pour Les Inrocks, la vidéo d'Eva Bartlett tournée à l'ONU fait partie de la  « propagande russo-syrienne à propos de la bataille d’Alep », et Les Décodeurs analysent cette vidéo dans le cadre d'un « combat médiatique » derrière la guerre en Syrie.
Selon diverses sources, parmi lesquelles The Guardian ou Der Spiegel, cette propagande est organisée (notamment avec Vanessa Beeley, principale critique des Casques blancs) afin que les crimes de guerre commis sur les civils par les gouvernements syriens et russes ne soient pas exposés, ou qu'ils soient tout au moins remis en cause. Cette analyse est partagée par la chercheuse belge spécialisée dans l'étude du complotisme Marie Peltier et le politologue libanais Zyad Majed. 
Pour Patrick Hilsman, journaliste indépendant qui a couvert le conflit syrien de 2012 à 2015, certains de ces blogueurs peuvent donner à des auditoires peu habitués aux médias une impression de légitimité parce qu'ils se sont rendus en Syrie pour y faire des "reportages", alors qu'en réalité, ils ont été escortés par des gardiens d'un régime avec lequel ils sont trop complaisants. Évoquant le cas de Marie Colvin, il rappelle que les vrais journalistes étrangers qui couvrent le conflit s'exposent à des risques considérables, contrairement à des personnages comme Eva Bartlett et Vanessa Beeley, qui après avoir été reçues luxueusement par le gouvernement syrien, ont embrassé sa propagande sans se poser de questions. 
Il souligne également que les discours de Vanessa Beeley et Eva Bartlett n'existent qu'en raison de la fausse impression qui prévaut chez leur audience peu informée qu'aucun autre journaliste n'aurait été sur le terrain en Syrie. Eva Bartlett affirme que son accès en Syrie lui donne plus de crédibilité que les autres journalistes, ce que contesteraient la plupart de ces journalistes.  
Pour le Washington Post, Eva Bartlett fait partie des blogueurs soutenus par la Russie, qui ont, selon un rapport de l'Atlantic Council, participé à une stratégie qui « visait moins à convaincre qu'à confondre et à désorienter les rivaux, à saper la confiance, à semer la désunion et à rendre la vérité tout à fait subjective, de telle sorte que le mensonge d'une partie devenait aussi bon que le fait d'une autre ».
Eva Bartlett rejette ces accusations. Elle soutient « que toutes les informations données par les médias occidentaux sont fausses, que ce qu'il se passe à Alep est totalement différent que ce qui est décrit dans la presse internationale. Idem pour les organisations internationales comme Médecins sans frontières… », sans pour autant convaincre les  journalistes Pat Hilsman, Oz Katerji, Agnès Gruda, ou Pascal Hérard de TV5 Monde.
La New York Review of Books écrit : « La plupart des apologistes occidentaux d’Assad ne sont présents que sur Twitter et sur des sites Web obscurs (...), mais il serait insensé de les ignorer. Les travaux de ce petit groupe sont également diffusés par un éventail de théoriciens du complot d'extrême gauche et anti-occidentaux; les antisémites; des partisans de la Russie, de l'Iran et du Hezbollah; libertaires; et groupes d'extrême droite. Beeley, la fille d'un diplomate britannique, est au centre de leurs préoccupations ; une militante canadienne nommée Eva Bartlett ; la commentatrice favorable au Hezbollah, Sharmine Narwani ; et Max Blumenthal, le fils de l'ancien conseiller de Clinton, Sidney Blumenthal ».

### Ukraine
En 2019, Eva Bartlett, contribue régulièrement au média d’État RT, s'installe en Russie. Lors de l'invasion de l'Ukraine par la Russie, en 2022, Eva Bartlett est identifiée comme l'un des éléments d'un réseau de propagande poussant les intérêts du Kremlin sur internet, répétant les tactiques de propagandes utilisées pendant le conflit syrien,.
En 2022, elle participe au « Tribunal public international sur l’Ukraine », une parodie de tribunal réunissant plusieurs propagandistes censés enquêter sur les crimes du « régime de Kiev ».
Elle participe aussi à une mission dite d'observation des élections, lors des référendums menés dans les territoires occupés d'Ukraine par les forces d'occupation russe, qualifiée d'opération d'action de propagande par l'Ukraine et la communauté internationale,.